# 新樂府運動
新樂府運動是由白居易、元稹等共同提倡的文學改革運動，與韓愈、柳宗元提倡的古文運動相互呼應。「新樂府」是唐人自立新題的樂府詩，與漢樂府的主要不同之處在於，新樂府不入樂。至於運動宗旨則是在於「文章合為時而著，歌詩合為事而作」，大大強調了詩歌的社會功能和諷諭作用。

## 起源與時代背景
經歷安史之亂後，唐朝社會動亂、政治腐敗，有識之士目擊社會問題日趨嚴重，希望能藉由政治改良以風氣推行等方式挽救日漸式微的國勢，如此的想法反映在文壇上則出現了古文運動與新樂府運動。白居易、元稹等人，承傳了杜甫社會寫實的風格，試圖在詩中反映民生疾苦和社會弊端。然而此類型的創作不免會觸怒顯貴人士，因此在風氣的推展上並不順利，但是如此憂國憂民的精神無論是在中國歷史或中國文學史上，都是難能可貴的。

### 白居易与新乐府
白居易是新乐府运动的主要发起者之一。他在《与元九书》中明确提出：“文章合为时而著，歌诗合为事而作”，强调诗歌应服务于现实，揭露社会问题并表达民间疾苦。此理念体现在《新乐府》五十首中，如〈卖炭翁〉、〈新丰折臂翁〉、〈上阳白发人〉等，语言通俗，针砭时政，具有极强的现实关怀色彩。
白居易并非仅从文艺角度重塑“乐府”，更将其转化为一种社会批评工具，其诗常以“为君”“为臣”“为民”“为物”分类，揭示其深层的政治意图与文化批判精神。

## 元白體
元稹與白居易兩人的文學風格近似，稱元白體，元稹有《元氏長慶集》，白居易有《白氏長慶集》，故又稱長慶體，屬於元和年間的元和體。